# Purda Leśna (zbiornik retencyjny)
Purda Leśna lub Zbiornik retencyjny Purda Leśna – zbiornik retencyjny i użytek ekologiczny w Polsce, w województwie warmińsko-mazurskim, w powiecie olsztyńskim, w gminie Purda.

## Charakterystyka
Według państwowego rejestru nazw geograficznych obiekt określany jest jako okresowo zalewane błoto/bagno. Leży w pobliżu osady Purda Leśna. Znajduje się na terenie Nadleśnictwa Olsztyn, Leśnictwa Mendryny. Zbiornik retencyjny powstał w tym miejscu jako inwestycja Nadleśnictwa Olsztyn w 2008 roku. Jego powierzchnia wynosi ok. 5 hektarów, a lustro wody znajduje się na wysokości ok. 123,1 m n.p.m. (według numerycznego modelu terenu udostępnionego przez Geoportal). Jest on elementem edukacyjnej ścieżki przyrodniczo-leśnej „Mendryny” o długości 3,6 km.
Rozporządzeniem Wojewody Warmińsko-Mazurskiego z 8 maja 2009 roku zbiornik wodny wraz z przyległym terenem został objęty użytkiem ekologicznym jako obszar wodno-błotny stanowiący stanowisko występowania wielu rzadkich i chronionych gatunków ptaków celem zachowania bioróżnorodności. Powierzchnia użytku ekologicznego „Zbiornik retencyjny Purda Leśna” wynosi 6,89 ha.
Znajduje się też na terenie Obszaru Chronionego Krajobrazu Puszczy Napiwodzko-Ramuckiej oraz obszaru Natura 2000 chronionego na podstawie dyrektywy ptasiej Puszcza Napiwodzko-Ramucka.